# San Bartolo, Acolman
San Bartolo är en ort i Mexiko, tillhörande kommunen Acolman i delstaten Mexiko. San Bartolo ligger i den centrala delen av landet och tillhör Mexico Citys storstadsområde. Orten hade 5 099 invånare vid folkräkningen 2010.